# Championnat de la Bande de Gaza de football
Le Championnat de la Bande de Gaza de football est l'un des deux championnats de première division placée sous l'égide de la fédération de Palestine de football.

## Palmarès
| Saison      | Champion               |
| ----------- | ---------------------- |
| 1984-1985   | Al-Ahli Gaza (1)       |
| 1985-1986   | Khadamat Al-Shatea (1) |
| 1986-1987   | Khadamat Al-Shatea (2) |
| 1987 à 1995 | non connu              |
| 1995-1996   | Khadamat Rafah (1)     |
| 1996-1997   | non connu              |
| 1997-1998   | Khadamat Rafah (2)     |
| 1998 à 2005 | non connu              |
| 2005-2006   | Khadamat Rafah (3)     |
| 2007 à 2010 | non disputé            |
| 2010-2011   | Shabab Khan Younes (1) |
| 2011-2012   | non connu              |
| 2012-2013   | Shabab Rafah (1)       |
| 2013-2014   | Shabab Rafah (2)       |
| 2014-2015   | Al-Ittihad Shejaia (1) |
| 2015-2016   | Khadamat Rafah (4)     |
| 2016-2017   | Sadaqa (1)             |
| 2017-2018   | Shabab Khan Younes (2) |
| 2018-2019   | Khadamat Rafah (5)     |
| 2019-2020   | Khadamat Rafah (6)     |
| 2020-2021   | Shabab Rafah (3)       |

- Source[1].